# Helmut Leite

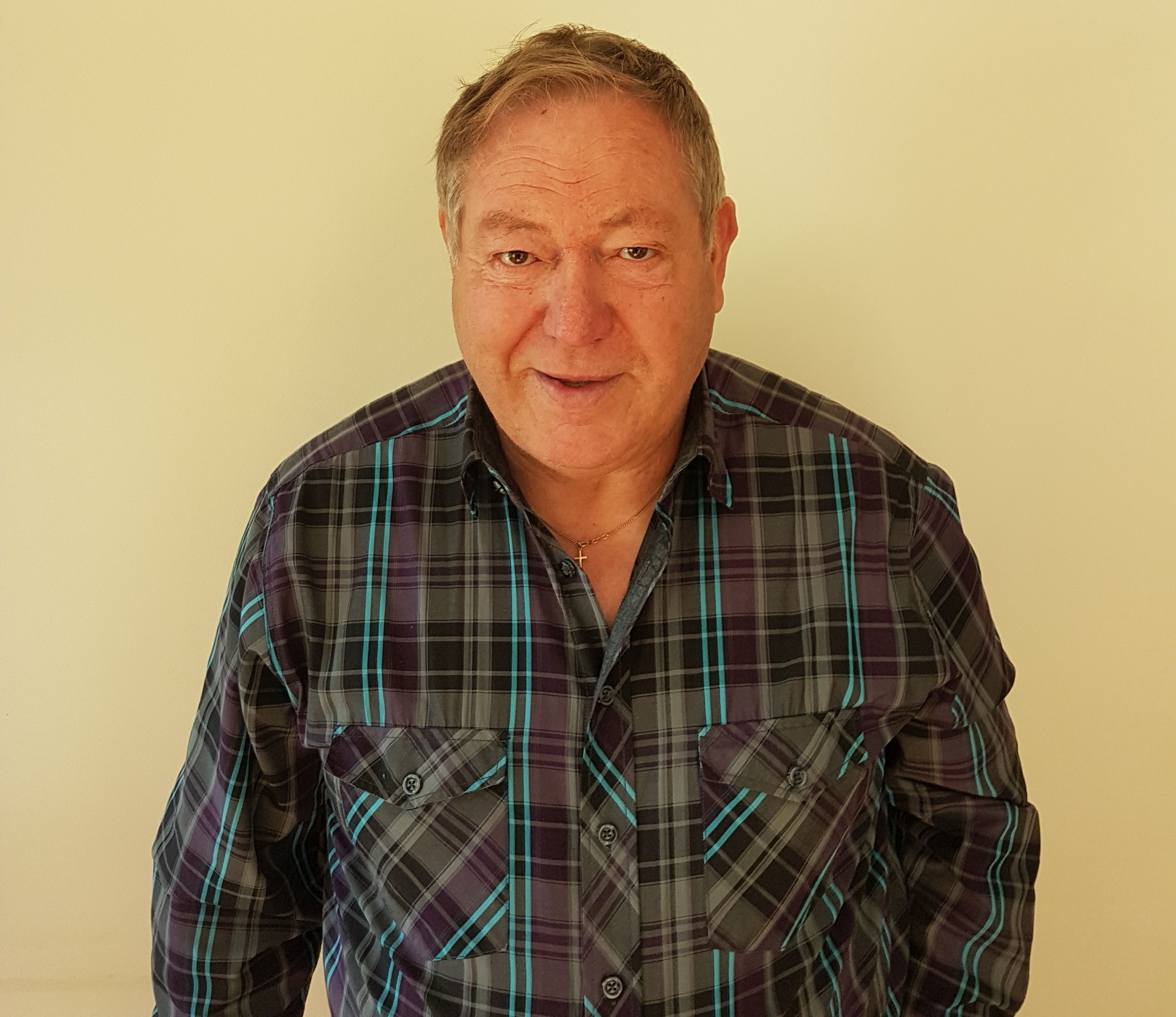
Helmut Leite (2019)

Helmut Leite (* 20. April 1947 in Bregenz) ist ein österreichischer Sportler und Politiker.

## Leben
Helmut Leite wurde als Sohn des Bäckermeisters Gebhard Leite (* 17. Dezember 1891; † 7. März 1951) und Maria Leite geb. Immler (* 26. September 1904; † 20. Januar 1997) geboren. Großvater von Helmut Leite war der Schwarzacher Bäckermeister Franz-Xaver Leite (* 8. Dezember 1860). Leite war zweimal verheiratet. Aus den Ehen entstammen drei Kinder. Er ist verheiratet mit Imelda (* 8. Juni 1963 in Alberschwende), die Patin beim Bau des Achraintunnels war.
Leite ist leidenschaftlicher Musikant und spielt Gitarre.

### Schulbildung
Helmut Leite besuchte die örtliche Volksschule, die Handelsschule und die kaufmännische Berufsschule in Bregenz.

### Sportliche Tätigkeit
Helmut Leite war in jungen Jahren als Skispringer und Langläufer sowie im alpinen Schilauf erfolgreich und nahm bis ins hohe Alter an sportlichen Wettkämpfen (Langlauf, Alpiner Skilauf etc.) teil. Er wurde mehrfacher Kombinationssieger sowohl im nordischen als auch im alpinen Bereich und errang dabei u. a. verschiedenste Titel: Bundesmeister, Landesmeister und  Alpencupsieger. Als Bergsteiger erklomm er unter anderem den Großglockner, den Ortler, den Piz Buin und die Zimba.
Leite war Nachwuchstrainer beim Schiverband, dem Schiverein und dem FC Schwarzach. Insbesondere als Trainer der jungen Schwarzacher Langläufer erzielte er beachtliche Erfolge.

### Tätigkeit
Leite arbeitete bei der Firma Pircher in Bregenz als Leiter der Maschinenabteilung, danach bei Schelling Anlagenbau (nun: IMA Schelling Group) in Schwarzach als EDV-Techniker bei der Einführung der damals neuen EDV-Technik.

### Politische Tätigkeit
Helmut Leite begann seine politische Tätigkeit 1975 als Mitglied der Gemeindevertretung und leitete den Sportausschuss. Vom 10. Januar 1979 (als damals jüngster Bürgermeister Vorarlbergs) bis 12. April 2010 war er Bürgermeister von Schwarzach. Er trat in seiner gesamten Amtszeit mit einer eigenen Liste bei den Wahlen an, weil er unabhängig sein und sich von der Österreichischen Volkspartei nicht vereinnahmen lassen wollte.
Die Schaffung des Heimatmuseums Schwarzach mit dem „Schlifar Museum“ geht auf das persönliche Engagement und einen Erbschaftsverzicht von Helmut Leite zugunsten der Gemeinde Schwarzach zurück. Unter seiner Leitung wurde die Gemeinde Schwarzach ein relevanter Wirtschaftsstandort und konnte z. B. das Vorarlberger Medienhaus hier angesiedelt werden. Die Firma Schelling Anlagenbau wurde in diesen Jahren zweimal vor der Insolvenz gerettet. Die Infrastruktur der Gemeinde wurde während der 31 Jahre seiner Amtszeit wesentlich erweitert, unter anderem mit einem Gemeindesaal, der Ansiedelung einer Hauptschule (nunmehr Mittelschule), Altenwohnungen, Kindergärten, einem Postamt, einem neuen Feuerwehrhaus, einem großzügigen Sport- und Erholungszentrum, Neubau des Dorfzentrums mit einem Gemeindeamt und Dorfplatz samt Hofsteig-Gastronomie und Tiefgarage, sowie weitere Sozialeinrichtungen. Im Bereich des „Maggiareals“ wurden durch Zurverfügungstellung von Grundstücken preisgünstige Bauplätze für Familien geschaffen und die Errichtung eines neuen Bauhof ermöglicht.
Durch den Bau des Achraintunnels und eines Autobahnanschlusses während dieser Zeit, wurde Schwarzach und die Schwarzachtobelstraße vom Durchgangsverkehr entlastet.

### Ehrenamtliche Tätigkeit
Leite ist seit 40 Jahren Obmann des überregionalen Hofsteig-Gemeindevermittlungsamtes (eine Art Friedensrichter). Seit seiner Pensionierung bis im November 2023 war Leite Obmann des Krankenpflegevereins Schwarzach. Er wurde sodann wegen seiner großen Verdienste für den Krankenpflegeverein zum Ehrenmitglied gewählt. Er gründete 2013 den überregionalen Verband Pflegedienst Hofsteig, zusammen mit den Krankenpflegevereinen aus Kennelbach, Buch und Bildstein, der noch heute in Vorarlberg als Vorzeigebeispiel für eine gelungene Gemeindekooperation gilt.
Leite ist Ehrenmitglied des Blinden- und Sehbehindertenverbandes Vorarlberg und unternimmt in diesem Zusammenhang für Blinde auch Schiwanderungen.

## Ehrungen
- Helmut Leite wurde am 12. April 2019[18] zum ersten Ehrenbürger seiner Heimatgemeinde Schwarzach  ernannt.[5]
- Ehrenring der Gemeinde Schwarzach (2010)
- Goldenes Verdienstzeichens der Republik Österreich (2009)
- Silbernes Ehrenzeichen des Landes Vorarlberg (2004)